# Виноградовка (Раздельнянский район)
Виноградовка (укр. Виноградівка, до 2016 г. — Пионерское) — село, относится к Раздельнянскому району Одесской области Украины.
Население по переписи 2001 года составляло 616 человек. Почтовый индекс — 67451. Телефонный код — 48-53. Занимает площадь 1,21 км². Код КОАТУУ — 5123985302.

## Местный совет
67451, Одесская обл., Раздельнянский р-н, с. Степовое